# Eilema pauliani
Eilema pauliani är en fjärilsart som beskrevs av De Toulgoët 1955. Eilema pauliani ingår i släktet Eilema och familjen björnspinnare. Inga underarter finns listade i Catalogue of Life.